# Peter Luther
Pour les articles homonymes, voir Luther (homonymie).
Peter Luther, né le 2 janvier 1939 à Aversleht et mort le 15 octobre 2024,, est un cavalier de saut d'obstacles allemand.

## Carrière
Ses plus grandes victoires sont le Deutsches Spring-Derby en 1980 et la médaille de bronze par équipe aux Jeux olympiques d'été de 1984 à Los Angeles, avec le même cheval Livius. En 1982, lui, Paul Schockemöhle, Gerd Wiltfang et Norbert Koof obtiennent la médaille d'argent par équipe au Championnat du monde à Dublin. Aux Championnats d'Europe, il enlève trois fois la médaille par équipes : l'or en 1981 à Munich, l'argent en 1979 à Rotterdam, le bronze en 1985 à Dinard. Après sa retraite, il devient entraîneur dans sa ferme à Wittmoldt.

## Palmarès

### Jeux olympiques
- Jeux olympiques d'été de 1984 à Los Angeles  États-Unis :
  -  Médaille de bronze par équipe.

### Championnats du monde
- Championnat de 1982 à Dublin  Irlande :
  -  Médaille d'argent en équipe.

### Championnats d'Europe
- Championnat de 1979 à Rotterdam  Pays-Bas :
  -  Médaille d'argent par équipe.
- Championnat de 1981 à Munich  Allemagne :
  -  Médaille d'or par équipe.
- Championnat de 1985 à Dinard  France :
  -  Médaille de bronze par équipe.

## Source, notes et références
1. ↑  (de) « Peter Luther », sur trauer-anzeigen.de (consulté le 20 octobre 2024)

- (de) Cet article est partiellement ou en totalité issu de l’article de Wikipédia en allemand intitulé « Peter Luther (Springreiter) » (voir la liste des auteurs).